# Опухоль

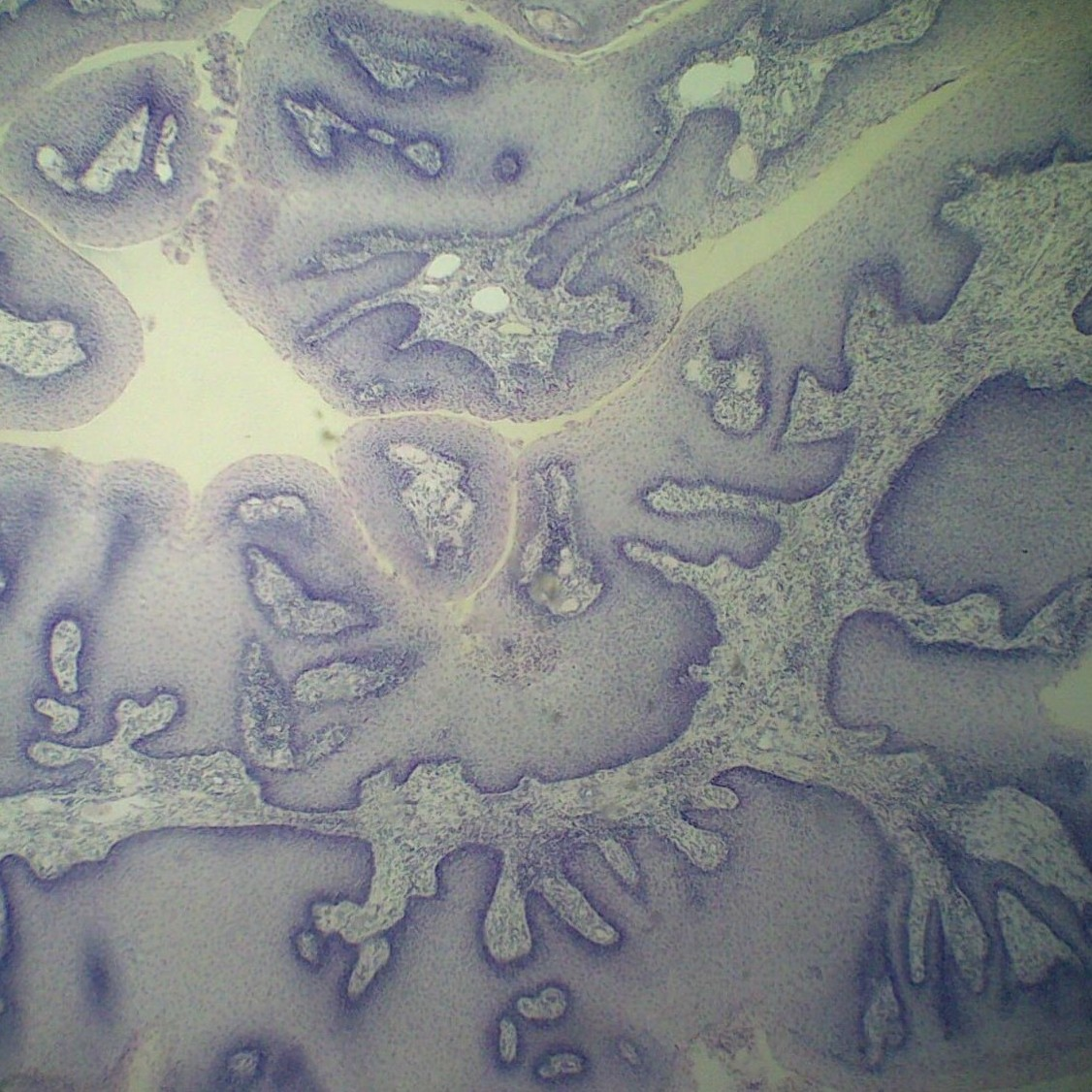
Папиллома кожи

О́пухоль (др.-греч. -ομα, лат. tumor), также новообразование, неоплазия, неоплазма — патологический процесс, представленный новообразованной тканью, в которой изменения генетического аппарата клеток приводят к нарушению регуляции их роста и дифференцировки.
Подразделяются в зависимости от потенциалов к прогрессии и клинико-морфологических особенностей на две основные группы: доброкачественные и злокачественные (происходящие из эпителиальной ткани — карциномы, железистого эпителия — аденокарциномы, соединительной ткани — саркомы, мышечной ткани — миосаркомы, а общее название для карцином и аденокарцином — рак). 
Имеются пять классических особенностей опухолевой ткани: атипизм (тканевый и клеточный), органоидность строения, прогрессия, относительная автономность и неограниченный рост.
Для доброкачественных новообразований тканевый и клеточный атипизм выражены меньше.

## Доброкачественные опухоли

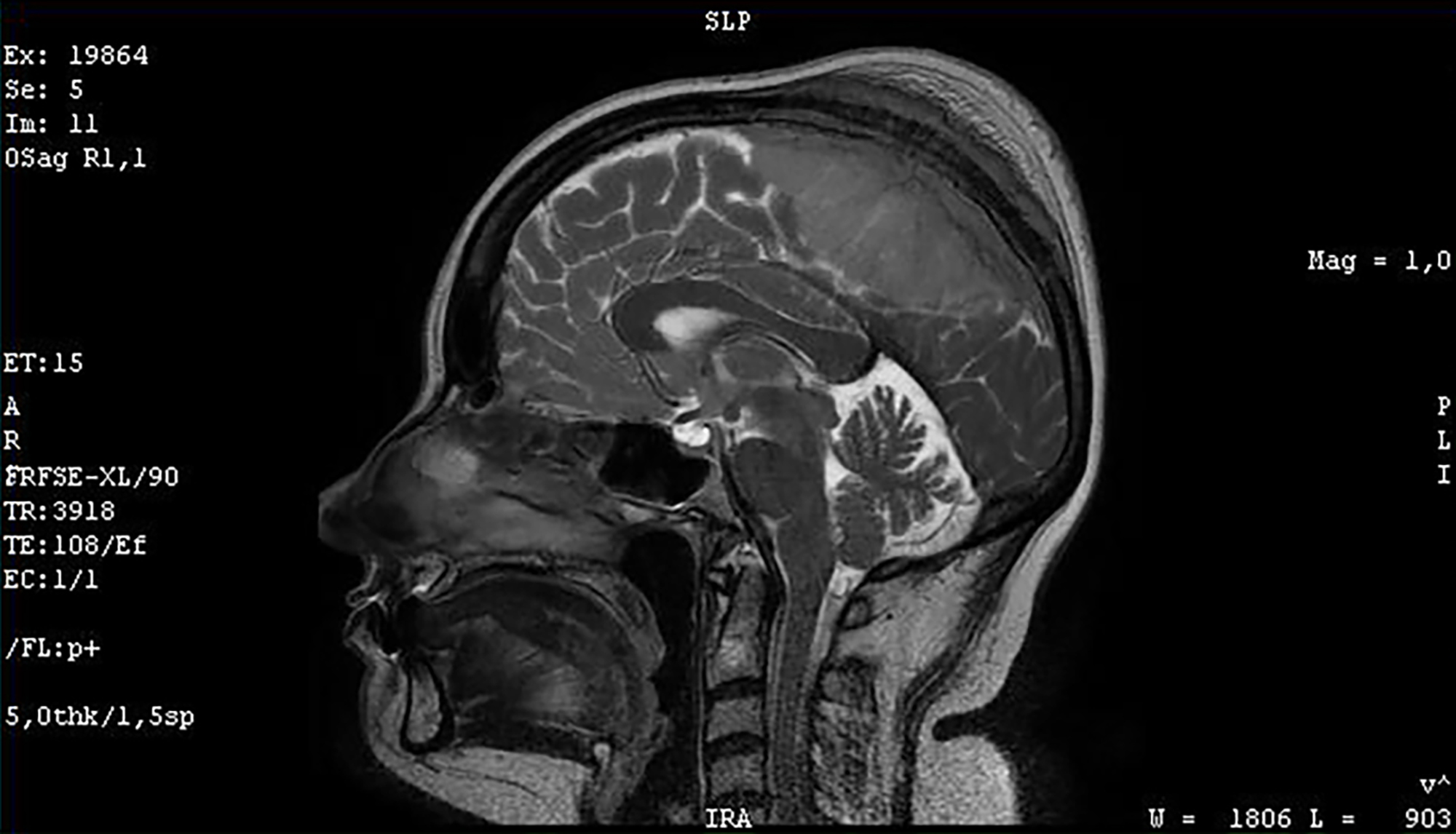
Доброкачественная опухоль — менингиома средней трети сагиттального синуса и фалькса с большим гиперостозом

Доброкачественные (зрелые, гомологичные) опухоли состоят из клеток, дифференцированных в такой мере, что можно определить, из какой ткани они растут. Для этих опухолей характерен медленный экспансивный рост, отсутствие метастазов, отсутствие общего влияния на организм. Однако в разных случаях бывают доброкачественные опухоли с признаками злокачественности, например с «агрессивным» ростом в разные стороны и ткани. Также некоторые доброкачественные опухоли могут малигнизироваться (превращаться в злокачественные) под действием таких факторов, как химические канцерогены, воздействие ионизирующей радиации или ультрафиолетового излучения, механическое травмирование, нагрев.
Наиболее распространённые доброкачественные опухоли: миома матки, папиллома, липома, аденома, аденома гипофиза и т. д.

## Злокачественные опухоли
Злокачественные (незрелые, гетерологичные) опухоли состоят из умеренно-, мало- и недифференцированных клеток. Они могут утратить сходство с тканью, из которой происходят. Для злокачественных опухолей характерен быстрый, чаще инфильтрирующий, рост, метастазирование и рецидивирование, наличие общего неблагоприятного влияния на организм, в том числе на метаболизм, особенно на поздних стадиях (синдром анорексии-кахексии, гиперкатаболизм). Для злокачественных опухолей характерен как клеточный атипизм (утолщение и атипизм базальной мембраны, изменение соотношения объёмов цитоплазмы и ядра, изменение ядерной оболочки, увеличение объёма, а иногда и числа ядрышек, увеличение числа фигур митоза, атипизм и аномалии митоза и др.), так и тканевой (нарушение пространственных и количественных соотношений между компонентами ткани, например стромой и паренхимой, сосудами и стромой и т. д.).

## Типы роста опухолей
В зависимости от характера взаимодействия растущей опухоли с элементами окружающей ткани:
- экспансивный рост — опухоль развивается «сама из себя», раздвигая окружающие её ткани, после чего ткани на границе с опухолью атрофируются и происходит коллапс стромы — формируется псевдокапсула. Медленный экспансивный рост характерен для доброкачественных опухолей;
- инфильтрирующий (инвазивный, деструирующий) рост — клетки опухоли врастают в окружающие ткани, разрушая их. Такой тип роста характерен для злокачественных опухолей;
- аппозиционный рост опухоли происходит за счет неопластической трансформации клеток окружающих тканей в опухолевые.

В зависимости от отношения к просвету полого органа:
- экзофитный рост — экспансивный рост опухоли в просвет полого органа, опухоль закрывает часть просвета органа, соединяясь с его стенкой ножкой;
- эндофитный рост — инфильтрирующий рост опухоли вглубь стенки органа.

В зависимости от числа очагов возникновения опухоли:
- уницентрический рост — опухоль развивается из одного очага;
- мультицентрический рост — развитие опухоли происходит из двух и более очагов.

## Метастазирование опухолей
Метастазирование (др.-греч. μετάστασις — перемещение) — процесс распространения опухолевых клеток из первичного очага в другие органы с образованием вторичных (дочерних) опухолевых очагов (метастазов).
Пути метастазирования:
- гематогенный — путь метастазирования при помощи опухолевых эмболов, распространяющихся по кровеносному руслу;
- лимфогенный — путь метастазирования при помощи опухолевых эмболов, распространяющихся по лимфатическим сосудам;
- имплантационный (контактный) — путь метастазирования опухолевых клеток по серозным оболочкам, прилежащим к опухолевому очагу;
- интраканикулярный — путь метастазирования по естественным физиологическим пространствам (синовиальные влагалища и т. д.);
- периневральный (частный случай интраканикулярного метастазирования) — по ходу нервного пучка.

Для разных опухолей характерны разные типы метастазирования, разные органы, в которые происходит метастазирование, что определяется взаимодействием рецепторных систем опухолевых клеток и клеток органа-мишени.
Гистологический тип метастазов такой же, как и опухоли в первичном очаге, однако опухолевые клетки метастазов могут становиться более зрелыми или, наоборот, менее дифференцированными. Как правило, метастатические очаги растут быстрее первичной опухоли, поэтому могут быть крупнее её.

## Влияние опухоли на организм
- Местное влияние заключается в сдавливании или разрушении (в зависимости от типа роста опухоли) окружающих тканей и органов. Конкретные проявления местного действия зависят от локализации опухоли.
- Общее влияние на организм характерно для злокачественных опухолей, проявляется различными нарушениями метаболизма, вплоть до развития кахексии. Однако синдром анорексии-кахексии у онкологических больных (характеризующийся в том числе отвращением к пище, особенно к мясной, быстрой потерей массы тела вплоть до состояния кахексии) на поздних стадиях заболевания — это защитная реакция организма на агрессивный рост опухоли и её метастазов, значительно снижающая качество жизни пациента, часто являющаяся причиной летального исхода.

Лечение: иссечение изменённых опухолью тканей, частичное иссечение близлежащих тканей и метастаз по ходу распространения. Лечение синдрома анорексии-кахексии часто включает в себя стимуляцию аппетита, в том числе с использованием каннабиноидов, лечение метаболических нарушений. Однако достаточно эффективных методов лечения синдрома анорексии-кахексии (САКОБ) на данный момент нет.

## Этиология опухолей
Этиология опухолей изучена не до конца. В данный момент ведущей считается мутационная теория онкогенеза.
Известные на данный момент виды:
- Вирусно-генетическая теория решающую роль в развитии опухолей отводит онкогенным вирусам, к которым относят: вирус Эпштейна-Барр (лимфома Беркитта), другие герпесвирусы (лимфогранулематоз, саркома Капоши, опухоли головного мозга), папилломавирусы (рак шейки матки, бородавки обыкновенные и ларингеальные), ретровирусы (хронический лимфолейкоз), вирусы гепатитов B и C (рак печени). Согласно вирусно-генетической теории интеграция генома вируса с генетическим аппаратом клетки может привести к опухолевой трансформации клетки. При дальнейшем росте и размножении опухолевых клеток вирус перестаёт играть существенную роль.
- Физико-химическая теория основной причиной развития опухолей считает воздействие различных физических и химических факторов на клетки организма (рентгеновское и гамма-излучение, ультрафиолетовое излучение, канцерогенные вещества), приводящее к их онкотрансформации. Помимо экзогенных химических канцерогенов рассматривается роль в возникновении опухолей эндогенных канцерогенов (в частности, метаболитов триптофана и тирозина) путём активации этими веществами протоонкогенов, которые посредством синтеза онкобелков приводят к трансформации клетки в опухолевую.
- Теория дисгормонального онкогенеза рассматривает в качестве причины возникновения опухолей различные нарушения гормонального равновесия в организме.
- Дизонтогенетическая теория причиной развития опухолей считает нарушения эмбриогенеза тканей, что под действием провоцирующих факторов может привести к онкотрансформации клеток ткани.
- Теория четырёхстадийного онкогенеза объединяет все вышеперечисленные теории[4].

## Классификация опухолей
Классификация по гистогенетическому принципу (предложена Комитетом по номенклатуре опухолей):
1. эпителиальные опухоли без специфической локализации (органонеспецифические);
2. эпителиальные опухоли экзо- и эндокринных желёз, а также эпителиальные опухоли покровов (органоспецифические);
3. мезенхимальные опухоли;
4. опухоли из меланинобразующей ткани;
5. опухоли нервной системы и оболочек мозга;
6. опухоли системы крови (гемобластозы);
7. тератомы (в результате дисонтогенеза, когда происходит дифференцировка 2 или 3 зародышевых листков).

### Классификация по системе TNM
Данная классификация использует числовое обозначение различных категорий для обозначения распространения опухоли, а также наличия или отсутствия локальных и отдалённых метастазов.

#### T — tumor
От лат. tumor — опухоль. Описывает и классифицирует основной очаг опухоли.
- Tis или T0 — так называемая карцинома «in situ» — то есть не прорастающая базального слоя эпителия.
- T1-4 — различная степень развития очага. Для каждого из органов существует отдельная расшифровка каждого из индексов.
- Tx — практически не используется. Выставляется только на время, когда обнаружены метастазы, но не выявлен основной очаг.

#### N — nodulus
От лат. nodulus — узелок. Описывает и характеризует наличие регионарных метастазов, то есть в регионарные лимфатические узлы.
- Nx — выявление регионарных метастазов не проводилось, их наличие не известно.
- N0 — регионарных метастазов не обнаружено при проведении исследования с целью обнаружения метастазов.
- N1 — выявлены регионарные метастазы.

#### M — metastasis
Характеристика наличия отдалённых метастазов, то есть — в отдалённые лимфоузлы, другие органы, ткани (исключая прорастание опухоли).
- Mx — выявление отдалённых метастазов не проводилось, их наличие неизвестно.
- M0 — отдалённых метастазов не обнаружено при проведении исследования с целью обнаружения метастазов.
- M1 — выявлены отдалённые метастазы.

#### P, G
Для некоторых органов или систем применяются дополнительные параметры (P или G, в зависимости от системы органов), характеризующие степень дифференцировки её клеток.
- G (grade — степень) — характеризует степень злокачественности. При этом определяющим фактором является гистологический показатель — степень дифференцировки клеток. Выделяют всего 3 группы новообразований.
- P (от лат. penetratio — проникать) — параметр вводится только для опухолей полых органов и показывает степень прорастания их стенки.

## Этиология злокачественных опухолей
Общей причиной злокачественного роста является недостаточность системы антибластомной резистентности (системы противоопухолевой защиты), основными элементами которой являются ферменты репарации ДНК, антионкогены (например, р53) и NK-клетки (естественные киллерные клетки).
К недостаточности системы антибластомной резистентности приводят следующие факторы:
- интенсивное канцерогенное воздействие,
- иммунодефицитные состояния,
- недостаточность ферментов репарации ДНК и функции антионкогенов (например, при пигментной ксеродерме или синдроме Ли — Фраумени),
- рубцовое уплотнение ткани («рак в рубце»).

Различают травматический, термический, радиационный, химический и вирусный варианты онкогенеза.
1. Травматический онкогенез — появление злокачественной опухоли в месте травмы (например, хроническая травма красной каймы губ может привести к развитию рака).
2. Термический онкогенез — развитие злокачественной опухоли в местах длительного дозированного воздействия высокой температуры (в местах ожогов), например рак слизистой оболочки полости рта и пищевода у любителей горячей пищи.
3. Радиационный онкогенез — возникновение опухоли под влиянием ионизирующих или неионизирующих излучений в канцерогенной дозе. Основным природным канцерогеном для лиц европеоидной и монголоидной рас является солнечный ультрафиолет, поэтому привычка загорать на солнце способствует развитию злокачественных новообразований кожи.
4. Химический онкогенез — развитие злокачественных опухолей под влиянием химических канцерогенов. Из экзогенных химических канцерогенов основную роль играют канцерогены табачного дыма, являющиеся основной причиной развития рака лёгкого и рака гортани. Среди эндогенных химических канцерогенов важное значение имеют эстрогенные гормоны (высокий уровень которых приводит к развитию рака молочных желёз, яичников, эндометрия) и канцерогенные метаболиты холестерола, образующиеся в толстой кишке под влиянием микроорганизмов и способствующие развитию рака толстой кишки.
5. Вирусный онкогенез — индукция злокачественных опухолей вирусами (онкогенными вирусами). Онкогенными называют только те вирусы, которые непосредственно вызывают малигнизацию клетки, привнося в её геном онкогены (вирусные онкогены). Некоторые вирусы способствуют развитию злокачественных опухолей косвенно, обусловливая фоновый патологический процесс (например, вирусы гепатитов B, С, D, не являясь онкогенными, способствуют развитию рака печени, вызывая цирроз).

## Патогенез злокачественных опухолей
Выделяют четыре основные стадии развития незрелых злокачественных опухолей: стадии малигнизации, предынвазивной опухоли, инвазии и метастазирования.
1. Стадия малигнизации — трансформация нормальной клетки в злокачественную (на первом этапе — этапе инициа́ции — происходит соматическая мутация, в результате которой в геноме малигнизирующихся клеток появляются онкогены; на втором — этапе промо́ции — начинается пролиферация инициированных клеток). Онкогенами (onc) называют любые гены, непосредственно вызывающие трансформацию нормальной клетки в злокачественную или способствующие этому превращению. Онкогены в зависимости от их происхождения делят на две группы: (1) клеточные онкогены (c-onc) и (2) вирусные онкогены (v-onc). Клеточные онкогены формируются из нормальных генов клетки, получивших название протоонкогены. Типичным примером клеточного онкогена является ген белка р53. Ген нормального («дикого») р53 играет роль одного из активных антионкогенов; его мутация приводит к образованию онкогена (ген «мутантного» р53). Наследственная недостаточность «дикого» р53 лежит в основе синдрома Ли — Фраумени, который проявляется возникновением у больного различных злокачественных опухолей. Продукты экспрессии онкогенов называются онкопротеинами.
2. Стадия предынвазивной опухоли — состояние незрелой опухоли до начала инвазии (в случае карциномы для этой стадии используется термин «carcinoma in situ», однако в большинстве случаев его заменило понятие «интраэпителиальной неоплазии III степени», в которое включены также тяжёлые диспластические изменения клеток).
3. Стадия инвазии — инвазивный рост злокачественной опухоли.
4. Стадия метастазирования.

## Морфогенез злокачественных опухолей
Развитие злокачественной опухоли может происходить внешне не заметно или через стадию предопухолевых изменений:
1. Развитие опухоли de novo («скачкообразная» эволюция) — без предшествующих видимых предопухолевых изменений.
2. Стадийный онкогенез — развитие опухоли на месте предопухолевых изменений (в случае рака для обозначения предопухолевых изменений используется термин «предрак»).

Выделяют 2 формы предрака:
1. Облигатный предрак — предрак, рано или поздно трансформирующийся в злокачественную опухоль (например, изменения кожи при пигментной ксеродерме).
2. Факультативный предрак — предрак, трансформирующийся в рак не во всех случаях (например, лейкоплакия, бронхит курильщиков или хронический атрофический гастрит).

Морфологическим выражением облигатного предрака является тяжёлая дисплазия клеток, наиболее детально изученная в случаях прекарциноматозных поражений, которые относятся к категории «интраэпителиальной неоплазии III степени» наряду с карциномой in situ.